# Dyskografia Queen
Poniżej znajduje się kompletna dyskografia brytyjskiego zespołu rockowego Queen.

## Albumy studyjne
| Queen                                                                                            |
| ------------------------------------------------------------------------------------------------ |
| - Data: 13 lipca 1973 - Wydawca: EMI - POL: platynowa płyta - UK: złota płyta - USA: złota płyta |

| Queen II                                                                              |
| ------------------------------------------------------------------------------------- |
| - Data: 8 marca 1974 - Wydawca: EMI - POL: platynowa płyta - UK: złota płyta - USA: – |

| Sheer Heart Attack                                                                                      |
| --- |
| - Data: 8 listopada 1974 - Wydawca: EMI - POL: platynowa płyta - UK: platynowa płyta - USA: złota płyta |

| A Night at the Opera |
| --- |
| - Data: 21 listopada 1975 - Wydawca: EMI - USA: 3× platynowa płyta - POL: 2× platynowa płyta - CAN: platynowa płyta - UK: platynowa płyta - GER: platynowa płyta - FIN: złota płyta - AUT: złota płyta |

| A Day at the Races |
| --- |
| - Data: 10 grudnia 1976 - Wydawca: EMI - POL: platynowa płyta - CAN: platynowa płyta - USA: platynowa płyta - UK: złota płyta - GER: złota płyta |

| News of the World |
| --- |
| - Data: 28 października 1977 - Wydawca: EMI - USA: 4 × platynowa płyta - CAN: 3 × platynowa płyta - POL: platynowa płyta - UK: złota płyta - GER: złota płyta |

| Jazz |
| --- |
| - Data: 10 listopada 1978 - Wydawca: EMI - POL: platynowa płyta - USA: platynowa płyta - CHE: platynowa płyta - AUT: złota płyta - UK: złota płyta - GER: złota płyta |

| The Game |
| --- |
| - Data: 27 czerwca 1980 - Wydawca: EMI - USA: 4 × platynowa płyta - POL: platynowa płyta - AUT: złota płyta - UK: złota płyta - GER: złota płyta |

| Flash Gordon                                                                   |
| ------------------------------------------------------------------------------ |
| - Data: 5 grudnia 1980 - Wydawca: EMI - POL: platynowa płyta - UK: złota płyta |

| Hot Space |
| --- |
| - Data: 3 maja 1982 - Wydawca: EMI - POL: platynowa płyta - UK: złota płyta - USA: złota płyta - AUT: złota płyta |

| The Works |
| --- |
| - Data: 27 lutego 1984 - Wydawca: EMI - POL: platynowa płyta - CAN: platynowa płyta - GER: platynowa płyta - AUT: platynowa płyta - CHE: platynowa płyta - UK: złota płyta - USA: złota płyta |

| A Kind of Magic |
| --- |
| - Data: 2 czerwca 1986 - Wydawca: EMI - POL: 3× platynowa płyta - CHE: 2× platynowa płyta - UK: 2× platynowa płyta - AUT: platynowa płyta - GER: platynowa płyta - USA: złota płyta |

| The Miracle |
| --- |
| - Data: 22 maja 1989 - Wydawca: Parlophone/EMI - POL: platynowa płyta - GER: platynowa płyta - UK: platynowa płyta - CHE: platynowa płyta - FIN: złota płyta - AUT: złota płyta |

| Innuendo |
| --- |
| - Data: 5 lutego 1991 - Wydawca: Parlophone/EMI - CHE: 2× platynowa płyta - POL: platynowa płyta - AUT: platynowa płyta - UK: platynowa płyta - GER: platynowa płyta - CAN: złota płyta - FIN: złota płyta - USA: złota płyta |

| Made in Heaven |
| --- |
| - Data: 6 listopada 1995 - Wydawca: Parlophone/EMI - UK: 4× platynowa płyta - CHE: 3× platynowa płyta - AUT: 2× platynowa płyta - GER: 2× platynowa płyta - POL: platynowa płyta - CAN: platynowa płyta - FIN: platynowa płyta - USA: złota płyta |

## Albumy koncertowe
| Live Killers |
| --- |
| - Data: 22 czerwca 1979 - Wydawca: EMI - USA: 2× platynowa płyta - POL: platynowa płyta - UK: złota płyta - AUT: złota płyta - CHE: złota płyta |

| Live Magic |
| --- |
| - Data: 1 grudnia 1986 - Wydawca: EMI - POL: platynowa płyta - UK: platynowa płyta - CHE: platynowa płyta - GER: złota płyta - AUT: złota płyta |

| Queen at the Beeb                             |
| --------------------------------------------- |
| - Data: 4 grudnia 1989 - Wydawca: Band of Joy |

| Live at Wembley ’86 |
| --- |
| - Data: 26 maja 1992 - Wydawca: Parlophone/EMI - POL: platynowa płyta - USA: platynowa płyta - UK: platynowa płyta - AUT: złota płyta - CHE: złota płyta - GER: złota płyta |

| Queen on Fire – Live at the Bowl |
| --- |
| - Data: 4 listopada 2004 - Wydawca: Parlophone/EMI - POL: platynowa płyta - GER: platynowa płyta - UK: złota płyta - AUT: złota płyta - CHE: złota płyta |

| Queen Rock Montreal                                    |
| ------------------------------------------------------ |
| - Data: 29 października 2007 - Wydawca: Parlophone/EMI |

| Live at the Rainbow ’74                            |
| -------------------------------------------------- |
| - Data: 8 września 2014 - Wydawca: Universal Music |

| A Night at the Odeon                                 |
| ---------------------------------------------------- |
| - Data: 20 listopada 2015 - Wydawca: Universal Music |

## Kompilacje
| The Best of Queen                |
| -------------------------------- |
| - Data: 1980 - Wydawca: Tonpress |

| Greatest Hits |
| --- |
| - Data: 26 października 1981 - Wydawca: Parlophone/Hollywood - UK: 11× platynowa płyta - USA: 8× platynowa płyta - CHE: 5× platynowa płyta - AUT: 4× platynowa płyta - GER: 3× platynowa płyta - CAN: 3× platynowa płyta - FIN: platynowa płyta - POL: złota płyta |

| Greatest Hits II |
| --- |
| - Data: 28 października 1991 - Wydawca: Parlophone/Hollywood - UK: 8× platynowa płyta - CHE: 5× platynowa płyta - AUT: 4× platynowa płyta - GER: 4× platynowa płyta - FIN: 2× platynowa płyta - POL: złota płyta |

| Classic Queen                                                                                  |
| ---------------------------------------------------------------------------------------------- |
| - Data: 10 marca 1992 - Wydawca: Hollywood - CAN: 5× platynowa płyta - USA: 3× platynowa płyta |

| Queen Rocks                                                                    |
| ------------------------------------------------------------------------------ |
| - Data: 3 listopada 1997 - Wydawca: Parlophone/Hollywood - UK: platynowa płyta |

| Greatest Hits III |
| --- |
| - Data: 9 listopada 1999 - Wydawca: Parlophone/Hollywood - UK: 2× platynowa płyta - GER: złota płyta - AUT: złota płyta - CHE: złota płyta |

| Jewels II                           |
| ----------------------------------- |
| - Data: 2004 - Wydawca: Toshiba EMI |

| Stone Cold Classics                           |
| --------------------------------------------- |
| - Data: 11 kwietnia 2006 - Wydawca: Hollywood |

| The A-Z of Queen, Volume 1                 |
| ------------------------------------------ |
| - Data: 10 lipca 2007 - Wydawca: Hollywood |

| In Vision                                    |
| -------------------------------------------- |
| - Data: 5 lutego 2008 - Wydawca: Toshiba EMI |

| Absolute Greatest                                                                                     |
| --- |
| - Data: 16 listopada 2009 - Wydawca: Parlophone/Hollywood - UK: 2× platynowa płyta - POL: złota płyta |

| Deep Cuts, Volume 1 (1973–1976)         |
| --------------------------------------- |
| - Data: 14 marca 2011 - Wydawca: Island |

| Deep Cuts, Volume 2                       |
| ----------------------------------------- |
| - Data: 27 czerwca 2011 - Wydawca: Island |

| Deep Cuts, Volume 3 (1984–1995)           |
| ----------------------------------------- |
| - Data: 5 września 2011 - Wydawca: Island |

| Icon                                         |
| -------------------------------------------- |
| - Data: 11 czerwca 2013 - Wydawca: Hollywood |

| Queen Forever                                                                              |
| ------------------------------------------------------------------------------------------ |
| - Data: 10 listopada 2014 - Wydawca: Hollywood/Island - UK: złota płyta - POL: złota płyta |

## Zestawy
| The Complete Works                    |
| ------------------------------------- |
| - Data: 2 grudnia 1985 - Wydawca: EMI |

| Box of Tricks                          |
| -------------------------------------- |
| - Data: 1992 - Wydawca: Parlophone/EMI |

| Ultimate Queen                                      |
| --------------------------------------------------- |
| - Data: 13 listopada 1995 - Wydawca: Parlophone/EMI |

| The Crown Jewels                                    |
| --------------------------------------------------- |
| - Data: 24 listopada 1998 - Wydawca: Parlophone/EMI |

| The Platinum Collection |
| --- |
| - Data: 13 listopada 2000 - Wydawca: Parlophone/EMI - UK: 6× platynowa płyta - USA: 2× platynowa płyta - GER: złota płyta - FIN: złota płyta - POL: diamentowa płyta |

| The Singles Collection Volume 1                  |
| ------------------------------------------------ |
| - Data: 1 grudnia 2008 - Wydawca: Parlophone/EMI |

| The Singles Collection Volume 2                   |
| ------------------------------------------------- |
| - Data: 15 czerwca 2009 - Wydawca: Parlophone/EMI |

| The Singles Collection Volume 3                |
| ---------------------------------------------- |
| - Data: 31 maja 2010 - Wydawca: Parlophone/EMI |

| The Singles Collection Volume 4                        |
| ------------------------------------------------------ |
| - Data: 18 października 2010 - Wydawca: Parlophone/EMI |

| News of the World                                  |
| -------------------------------------------------- |
| - Data: 17 listopada 2016 - Wydawca:Parlophone/EMI |

## Albumy wideo
| Greatest Flix                                                                    |
| -------------------------------------------------------------------------------- |
| - Data: 2 listopada 1981 - Wydawca: Parlophone/EMI - Format: VHS, Laserdisc, CED |

| Live in Japan                                        |
| ---------------------------------------------------- |
| - Data: 1983 - Wydawca: EMI - Format: VHS, Laserdisc |

| We Will Rock You                                                                                 |
| ------------------------------------------------------------------------------------------------ |
| - Data: 10 września 1984 - Wydawca: EMI - Format: VHS, Laserdisc, DVD - USA: 2 × platynowa płyta |

| The Works EP                                           |
| ------------------------------------------------------ |
| - Data: 19 listopada 1984 - Wydawca: EMI - Format: VHS |

| Live in Rio                                                       |
| ----------------------------------------------------------------- |
| - Data: 13 maja 1985 - Wydawca: EMI - Format: VHS, Laserdisc, DVD |

| Who Wants to Live Forever                                 |
| --------------------------------------------------------- |
| - Data: 20 października 1986 - Wydawca: EMI - Format: VHS |

| Live in Budapest                                               |
| -------------------------------------------------------------- |
| - Data: 16 lutego 1987 - Wydawca: EMI - Format: VHS, Laserdisc |

| Bohemian Rhapsody                                  |
| -------------------------------------------------- |
| - Data: 30 marca 1987 - Wydawca: EMI - Format: VHS |

| The Magic Years                                                   |
| ----------------------------------------------------------------- |
| - Data: 30 listopada 1987 - Wydawca: EMI - Format: VHS, Laserdisc |

| Rare Live                                                        |
| ---------------------------------------------------------------- |
| - Data: 21 sierpnia 1989 - Wydawca: EMI - Format: VHS, Laserdisc |

| The Miracle EP                                         |
| ------------------------------------------------------ |
| - Data: 27 listopada 1989 - Wydawca: EMI - Format: VHS |

| Queen at Wembley |
| --- |
| - Data: 3 grudnia 1990 - Wydawca: EMI - Format: VHS, Laserdisc, DVD - UK: 7× platynowa płyta - USA: 5× platynowa płyta - GER: 4× platynowa płyta - POL: platynowa płyta - AUT: złota płyta |

| Classic Queen                                             |
| --------------------------------------------------------- |
| - Data: 13 października 1991 - Wydawca: EMI - Format: VHS |

| Box of Flix                                               |
| --------------------------------------------------------- |
| - Data: 28 października 1991 - Wydawca: EMI - Format: VHS |

| Greatest Flix II                                                     |
| -------------------------------------------------------------------- |
| - Data: 28 października 1991 - Wydawca: EMI - Format: VHS, Laserdisc |

| Final Concert Live in Japan               |
| ----------------------------------------- |
| - Data: 1992 - Wydawca: EMI - Format: VHS |

| Live at the Rainbow                           |
| --------------------------------------------- |
| - Data: maj 1992 - Wydawca: EMI - Format: VHS |

| Greatest Hits                                             |
| --------------------------------------------------------- |
| - Data: 13 października 1992 - Wydawca: EMI - Format: VHS |

| The Freddie Mercury Tribute Concert                                                                            |
| --- |
| - Data: 23 listopada 1992 - Wydawca: EMI - Format: VHS, DVD, Blu-ray - CAN: platynowa płyta - POL: złota płyta |

| Champions of the World                                |
| ----------------------------------------------------- |
| - Data: 6 listopada 1995 - Wydawca: EMI - Format: VHS |

| Made in Heaven                                              |
| ----------------------------------------------------------- |
| - Data: 11 listopada 1996 - Wydawca: EMI - Format: VHS, DVD |

| Queen Rocks                                                |
| ---------------------------------------------------------- |
| - Data: 1999 - Wydawca: Parlophone/Hollywood - Format: VHS |

| Greatest Flix III                                              |
| -------------------------------------------------------------- |
| - Data: 6 grudnia 1999 - Wydawca: EMI - Format: VHS, Laserdisc |

| Greatest Video Hits 1 |
| --- |
| - Data: 12 października 2002 - Wydawca: EMI - Format: DVD - CAN: 3x platynowa płyta - USA: platynowa płyta - GER: platynowa płyta - POL: złota płyta |

| Greatest Video Hits 2 |
| --- |
| - Data: 25 listopada 2003 - Wydawca: EMI - Format: DVD - UK: 2× platynowa płyta - GER: platynowa płyta - POL: złota płyta |

| Jewels                                                    |
| --------------------------------------------------------- |
| - Data: 9 marca 2004 - Wydawca: Toshiba EMI - Format: DVD |

| We Are the Champions: Final Live in Japan           |
| --------------------------------------------------- |
| - Data: 7 czerwca 2004 - Wydawca: EMI - Format: DVD |

| Queen on Fire – Live at the Bowl                                                                  |
| ------------------------------------------------------------------------------------------------- |
| - Data: 25 października 2004 - Wydawca: Parlophone/Hollywood - Format: DVD - USA: platynowa płyta |

| The Making of A Night at the Opera                        |
| --------------------------------------------------------- |
| - Data: 20 marca 2006 - Wydawca: Eagle Rock - Format: DVD |

| Queen Rock Montreal                                                                         |
| ------------------------------------------------------------------------------------------- |
| - Data: 29 października 2007 - Wydawca: Parlophone/Hollywood - Format: DVD, HD DVD, Blu-ray |

| Hungarian Rhapsody: Queen Live in Budapest                                                         |
| -------------------------------------------------------------------------------------------------- |
| - Data: 5 listopada 2012 - Wydawca: Island/Universal - Format: DVD, Blu-ray - POL: platynowa płyta |

| Greatest Video Hits                                   |
| ----------------------------------------------------- |
| - Data: 28 sierpnia 2012 - Wydawca: EMI - Format: DVD |

| Live at the Rainbow ’74                                                   |
| ------------------------------------------------------------------------- |
| - Data: 8 września 2014 - Wydawca: Universal Music - Format: DVD, Blu-ray |

| A Night at the Odeon                                                                 |
| ------------------------------------------------------------------------------------ |
| - Data: 20 listopada 2015 - Wydawca: Universal Music - Format: DVD, 2 × DVD, Blu-ray |

## Single i minialbumy
| „Keep Yourself Alive”                                               | 1973 | –   | –  | – | –   | –  | –  |                                                    |
| „Liar”                                                              | 1974 | –   | –  | – | –   | –  | –  |                                                    |
| „Seven Seas of Rhye”                                                | 1974 | 10  | –  | – | –   | –  | –  |                                                    |
| „Killer Queen”/„Flick of the Wrist”                                 | 1974 | 2   | 12 | 4 | –   | 10 | 12 | - UK: srebrna płyta                                |
| „Now I’m Here”                                                      | 1975 | 11  | –  | – | –   | –  | 25 |                                                    |
| „Bohemian Rhapsody”                                                 | 1975 | 1   | 9  | – | –   | –  | 7  | - USA: 4× platynowa płyta - UK: 3× platynowa płyta |
| „You’re My Best Friend”                                             | 1976 | 7   | 16 | – | –   | –  | –  |                                                    |
| „Somebody to Love”                                                  | 1976 | 2   | 13 | – | –   | –  | 21 |                                                    |
| „Tie Your Mother Down”                                              | 1977 | 31  | 49 | – | –   | –  | –  |                                                    |
| „Good Old-Fashioned Lover Boy”                                      | 1977 | 17  | –  | – | –   | –  | –  |                                                    |
| „Teo Torriatte (Let Us Cling Together)”                             | 1977 | –   | –  | – | –   | –  | –  |                                                    |
| „Long Away”                                                         | 1977 | –   | –  | – | –   | –  | –  |                                                    |
| „Queen’s First EP”                                                  | 1977 | –   | –  | – | –   | –  | –  |                                                    |
| „We Are the Champions” / „We Will Rock You”                         | 1977 | 2   | 4  | – | 1   | 12 | 13 | - USA: 3× platynowa płyta - UK: złota płyta        |
| „Spread Your Wings”                                                 | 1978 | 34  | –  | – | –   | –  | 29 |                                                    |
| „It’s Late”                                                         | 1978 | –   | 74 | – | –   | –  | –  |                                                    |
| „Bicycle Race” / „Fat Bottomed Girls”                               | 1978 | 11  | 24 | 7 | –   | 21 | 27 |                                                    |
| „Don’t Stop Me Now”                                                 | 1979 | 9   | 86 | – | 148 | –  | 35 | - USA: złota płyta                                 |
| „Jealousy”                                                          | 1979 | –   | –  | – | –   | –  | –  |                                                    |
| „Mustapha”                                                          | 1979 | –   | –  | – | –   | –  | –  |                                                    |
| „Love of My Life” (live)                                            | 1979 | 63  | –  | – | –   | –  | –  |                                                    |
| „We Will Rock You” (live)                                           | 1979 | –   | –  | – | –   | –  | –  |                                                    |
| „Crazy Little Thing Called Love”                                    | 1979 | 2   | 1  | 8 | –   | 9  | 13 | - UK: złota płyta - USA: złota płyta               |
| „Save Me”                                                           | 1980 | 11  | –  | 7 | –   | –  | 42 |                                                    |
| „Play the Game”                                                     | 1980 | 14  | 42 | 6 | –   | –  | 40 |                                                    |
| „Another One Bites the Dust”                                        | 1980 | 7   | 1  | – | –   | 6  | 6  | - USA: platynowa płyta                             |
| „Need Your Loving Tonight”                                          | 1980 | –   | 44 | – | –   | –  | –  |                                                    |
| „Flash”                                                             | 1980 | 10  | 42 | – | 5   | 1  | 3  | - UK: srebrna płyta                                |
| „Under Pressure” (oraz David Bowie)                                 | 1981 | 1   | 29 | 6 | 5   | 10 | 21 | - UK: srebrna płyta                                |
| „Body Language”                                                     | 1982 | 25  | 11 | 6 | –   | 11 | 27 |                                                    |
| „Las Palabras de Amor (The Words of Love)”                          | 1982 | 17  | –  | – | –   | –  | 68 |                                                    |
| „Calling All Girls”                                                 | 1982 | –   | 60 | – | –   | –  | –  |                                                    |
| „Staying Power”                                                     | 1982 | –   | –  | – | –   | –  | –  |                                                    |
| „Back Chat”                                                         | 1982 | 40  | –  | – | 3   | –  | 69 |                                                    |
| „Radio Ga Ga”                                                       | 1984 | 2   | 16 | 2 | 1   | 2  | 2  | - UK: srebrna płyta                                |
| „I Want to Break Free”                                              | 1984 | 3   | 45 | – | 9   | 1  | 4  | - USA: złota płyta - UK: srebrna płyta             |
| „It’s a Hard Life”                                                  | 1984 | 6   | 72 | – | –   | –  | 26 |                                                    |
| „Hammer to Fall”                                                    | 1984 | 13  | –  | – | –   | –  | –  |                                                    |
| „Thank God It’s Christmas”                                          | 1984 | 21  | –  | – | –   | 21 | 57 |                                                    |
| „One Vision”                                                        | 1985 | 7   | 61 | – | 76  | –  | 26 |                                                    |
| „A Kind of Magic”                                                   | 1986 | 3   | 42 | – | 5   | 12 | 6  |                                                    |
| „Princes of the Universe”                                           | 1986 | –   | –  | – | –   | –  | –  |                                                    |
| „Friends Will Be Friends”                                           | 1986 | 14  | –  | – | –   | –  | 20 |                                                    |
| „Pain Is So Close to Pleasure”                                      | 1986 | –   | –  | – | –   | –  | 56 |                                                    |
| „Who Wants to Live Forever”                                         | 1986 | 24  | –  | – | –   | –  | 52 |                                                    |
| „One Year of Love”                                                  | 1986 | –   | –  | – | 5   | –  | –  |                                                    |
| „I Want It All”                                                     | 1990 | 3   | 50 | 4 | 56  | 11 | 9  | - UK: srebrna płyta                                |
| „Breakthru”                                                         | 1990 | 7   | –  | – | –   | –  | 24 |                                                    |
| „The Invisible Man”                                                 | 1990 | 12  | –  | – | 1   | –  | 31 |                                                    |
| „Scandal”                                                           | 1990 | 25  | –  | – | –   | –  | –  |                                                    |
| „The Miracle”                                                       | 1990 | 21  | –  | – | –   | –  | 78 |                                                    |
| „Innuendo”                                                          | 1991 | 1   | –  | – | –   | 12 | 5  | - UK: srebrna płyta                                |
| „I’m Going Slightly Mad”                                            | 1991 | 22  | –  | – | –   | –  | 42 |                                                    |
| „Headlong”                                                          | 1991 | 14  | –  | – | –   | –  | –  |                                                    |
| „The Show Must Go On”                                               | 1991 | 16  | –  | – | 2   | –  | 7  | - USA: złota płyta                                 |
| „Bohemian Rhapsody” / „These Are the Days of Our Lives”             | 1991 | 1   | 2  | 4 | 15  | 8  | 16 | - UK: platynowa płyta                              |
| „Who Wants to Live Forever” / „Friends Will Be Friends”             | 1992 | –   | –  | – | –   | –  | –  |                                                    |
| „We Will Rock You” / „We Are the Champions”                         | 1992 | –   | 92 | – | –   | –  | –  |                                                    |
| „We Are the Champions” / „We Will Rock You”                         | 1992 | –   | –  | – | 14  | –  | –  |                                                    |
| „Heaven for Everyone”                                               | 1995 | 2   | –  | – | 8   | 4  | 15 | - UK: srebrna płyta                                |
| „A Winter’s Tale”                                                   | 1995 | 6   | –  | – | –   | 23 | 62 |                                                    |
| „I Was Born to Love You”                                            | 1996 | –   | –  | – | –   | –  | –  |                                                    |
| „Too Much Love Will Kill You”                                       | 1996 | 15  | –  | – | –   | –  | –  |                                                    |
| „Let Me Live”                                                       | 1996 | 9   | –  | – | –   | –  | 67 |                                                    |
| „You Don’t Fool Me”                                                 | 1996 | 17  | –  | – | 14  | 23 | 26 |                                                    |
| „No-One but You (Only the Good Die Young)” / „Tie Your Mother Down” | 1997 | 13  | –  | – | –   | –  | 75 |                                                    |
| „We Are the Champions”                                              | 1998 | –   | –  | – | 10  | –  | –  |                                                    |
| „Under Pressure (Rah Mix)” (oraz David Bowie)                       | 1999 | 14  | –  | – | –   | –  | –  |                                                    |
| „Princes of the Universe”                                           | 2000 | –   | –  | – | –   | –  | –  |                                                    |
| „We Will Rock You”                                                  | 2003 | –   | –  | – | 10  | –  | 69 |                                                    |
| „Another One Bites the Dust” / „We Will Rock You”                   | 2003 | –   | –  | – | 48  | –  | –  |                                                    |
| „Keep Yourself Alive (Long-Lost Retake)” / „Stone Cold Crazy”       | 2011 | –   | –  | – | –   | –  | –  |                                                    |
| „Let Me In Your Heart Again (William Orbit Mix)”                    | 2014 | 102 | –  | – | –   | –  | –  |                                                    |
| „Let Me In Your Heart Again”                                        | 2014 | –   | –  | – | –   | –  | –  |                                                    |
| „–” singel nie był notowany.                                        |      |     |    |   |     |    |    |                                                    |